# U 377
U 377 war ein deutsches U-Boot der Kriegsmarine vom Typ VII C, das im Zweiten Weltkrieg eingesetzt wurde.

## Geschichte
Der Bauauftrag wurde am 16. Oktober 1939 an die Howaldtswerke AG in Kiel vergeben. Die Kiellegung erfolgte am 8. April 1940, der Stapellauf am 15. August 1941. Das Boot wurde am 2. Oktober 1941 unter Kapitänleutnant Otto Köhler in Dienst gestellt.
Vom 3. Oktober 1941 bis zum 13. Februar 1942 erfolgten Ausbildung und Erprobungen bei der 6. U-Flottille in Danzig, in welche es danach übernommen wurde.
Das Boot gehörte danach bis zum 30. Juni 1942 als Frontboot zur 6. U-Flottille in Danzig. Danach gehörte U 377 vom 1. Juli 1942 bis zum 28. Februar 1943 zur 11. U-Flottille in Bergen, und vom 1. März 1943 bis zu seiner Versenkung zur 9. U-Flottille in Brest.
U 377 absolvierte elf Unternehmungen, auf denen keine Schiffe versenkt wurden.

## Einsatzstatistik
Das Boot lief am 14. Februar 1942 um 19:00 Uhr von Kiel aus und am 28. Februar 1942 um 21:46 Uhr in Narvik ein. Auf dieser zwölf Tage dauernden und 2.171 sm über und 127,5 sm unter Wasser langen Fahrt durch den Kaiser-Wilhelm-Kanal über Brunsbüttel und Helgoland in das Nordmeer wurden keine Schiffe versenkt oder beschädigt.

### Erste Unternehmung
Das Boot lief am 6. März 1942 um 06:00 Uhr von Narvik aus und am 19. März 1942 um 23:15 Uhr in Narvik ein. Auf dieser Unternehmung war das Boot Bestandteil der U-Boot-Flotte, die das Schlachtschiff Tirpitz bei einem Angriff auf alliierte Nordmeergeleitzüge unterstützen sollte. Auf dieser 13 Tage dauernden und 4.825 sm über und 157,5 sm unter Wasser langen Unternehmung operierte U 377 im Nordmeer und bei Jan Mayen auf den Geleitzug PQ-12. Es gehörte der U-Boot-Gruppe Aufnahme an. Bei der Anfahrt ins Operationsgebiet wurde U 377 irrtümlich von deutschen Flugzeugen angegriffen. Es gelang Kommandant Köhler zwar, mit seinem unbeschädigten Boot zu entkommen, jedoch versenkte oder beschädigte er auf dieser Feindfahrt selbst auch keine Schiffe.

### Verlegungsfahrt
U 377 lief am 22. März 1942 zu einer Verlegungsfahrt von Narvik aus und lief am 25. März 1942 wieder dort ein. Es verlegte während dieser drei Tage dauernden Fahrt über Harstad (Proviantübernahme und Reparaturen) und Skjomenfjord (Brennstoff ergänzt) zurück nach Narvik.

### Zweite Unternehmung
Das Boot lief am 5. April 1942 um 03:00 Uhr von Narvik aus und, nach einem Zwischenhalt wegen schlechten Wetters am gleichen Tag in Lødingen, am 25. April 1942 um 14:40 Uhr wieder in Narvik ein.
Auf dieser 14 Tage dauernden und 2.584 sm über und 55 sm unter Wasser langen Unternehmung im Nordmeer und östlich der Bäreninsel operierte U 377 auf das Geleit PQ 14. Das U-Boot gehörte zu den Gruppen Bums und Blutrausch. Es wurden keine Schiffe versenkt oder beschädigt.

### Verlegungsfahrt
Am 23. April 1942 um 14:00 Uhr lief U 377 zu einer Verlegungsfahrt von Narvik aus und lief am 25. April 1942 um 14:40 Uhr wieder dort ein. Es verlegte während dieser zwei Tage dauernden Fahrt nach Skjomenfjord (Reparaturen und Brennstoff ergänzt) und wieder zurück nach Narvik.

### Dritte Unternehmung
U 377 lief am 25. Mai 1942 um 18:30 Uhr aus Narvik aus und am 29. Mai 1942 um 23:00 Uhr wieder in Narvik ein. Auf dieser vier Tage dauernden Unternehmung legte das Boot 722 sm über und 17,5 sm unter Wasser zurück und operierte im Nordmeer. Ein Maschinendefekt erzwang den Abbruch der Operation. Es wurden keine Schiffe versenkt oder beschädigt.

### Verlegungsfahrt
Am 31. Mai 1942 um 9:30 Uhr lief U 377 zu einer Verlegungsfahrt von Narvik aus und lief am 2. Juni 1942 um 20:25 Uhr in Trondheim ein. Am Ankunftsort wurden Reparaturen durchgeführt.

### Vierte Unternehmung
Am 18. Juli 1942 um 02:20 Uhr lief das Boot von Trondheim aus und am 25. Juli 1942 um 16:46 Uhr dort wieder ein. Während dieser sieben Tage fuhr das Boot eine Strecke von 2.117 sm über und 16,5 sm unter Wasser und operierte im Nordmeer. Die Fahrt musste wegen Problemen mit der Dieselausblasleitung frühzeitig abgebrochen werden. Es gelang Kommandant Köhler mit U 377 nicht, Schiffe zu versenken oder zu beschädigen.

### Fünfte Unternehmung
Am 30. August 1942 um 10:02 Uhr lief das Boot von Trondheim aus und am 23. September 1942 um 20:30 Uhr in Narvik ein. Während dieser 23 Tage legte U 377 eine Strecke von 4.586 sm über und 111,9 sm unter Wasser zurück und operierte im Nordmeer. Während der Fahrt lief das Boot Skjomenfjord (Übernahme Wetterstation WFL-21), Lødingen (Aufnahme eines Lotsen) und Harstad (Abwarten besseres Auslaufwetter) an.
U 377 war Teil der U-Boot-Gruppe Trägertod und torpedierte auf dieser Unternehmung keine Schiffe.

### Sechste Unternehmung
Am 7. Oktober 1942 um 07:13 Uhr lief U 377 von Skjomenfjord aus und am 13. November 1942 um 16:22 Uhr in Narvik ein. Während dieser 32 Tage dauernden Fahrt legte U 377 3.383 sm über und 17,7 sm unter Wasser zurück und operierte im Nordmeer. Zwischenzeitlich wurden die Häfen von Narvik, Harstad und Tromsø angelaufen.
Es wurden keine Schiffe versenkt oder beschädigt.

### Verlegungsfahrt
Am 15. November 1942 um 04:05 Uhr lief U 377 von Narvik aus und am 25. November 1942 um 18:04 Uhr in Bergen ein. Das Boot war 90 Stunden und 28 Minuten auf See. U 377 verlegte von Narvik über Bodø (Geleitwechsel), Rørvik (Schlechtwetter), Trondheim (Geleitwechsel), Kristiansund (Schlechtwetter), Ålesund (Geleitwechsel), Daløy (U-Jagd-Übungen) und Askevold nach Bergen. Hierbei wurden keine Schiffe versenkt oder beschädigt.

### Siebte Unternehmung
U 377 lief am 30. Januar 1943 um 14:05 aus Bergen aus und am 18. März 1943 um 12:20 Uhr in Brest ein. Während dieser 46 Tage dauernden Unternehmung legte U 377 5.282 sm über und 407,5 sm unter Wasser zurück und operierte im Nordatlantik und südwestlich von Island. Das Boot sollte bei Kinnaird Head in den Moray Firth eindringen. U 377 wurde am 9. und 10. März 1943 von U 119 mit 80 Dosen Brot und 17,1 m³ Brennstoff versorgt. Es gehörte zu den U-Boot-Gruppen Ritter und Neptun. Es wurden keine Schiffe versenkt oder beschädigt.

### Achte Unternehmung
U 377 lief am 15. April 1943 um 17:20 Uhr aus Brest aus und am 7. Juni 1943 um 20:27 Uhr dort wieder ein. Während dieser 53 Tage dauernden Unternehmung wurden 6.537 sm über und 719 sm unter Wasser zurückgelegt und das Boot versorgte sich am 25. Mai 1943 mit 7 m³ Brennstoff von U 229 und gehörte zu den U-Boot-Gruppe Amsel, Amsel 2, Elbe und Elbe 2. Das Boot konnte auf dieser Unternehmung keine Schiffe versenken oder beschädigen.

### Neunte Unternehmung
Das U-Boot lief am 26. August 1943 um 17:10 Uhr von Brest aus und am 30. August 1943 um 12:05 Uhr dort wieder ein. Diese Feindfahrt musste wegen Ausfall des Angriffssehrohres abgebrochen werden und U 377 lief zurück in den Heimathafen. Beim Werftaufenthalt wurden das Sehrohr, die Kühlwasserpumpe an Backbord, die Kühlwasserbodenventile und Schwingungsdämpfer überholt, sowie die Seitenzurrringe des Vierlings ersetzt.

### Zehnte Unternehmung
Am 6. September 1943 um 17:10 Uhr lief U 377 von Brest aus und am 7. September 1943 um 19:20 Uhr wieder dort ein, um Leckagen nach einem Tieftauchversuch in der Werft reparieren zu lassen. Nach Reparatur der Kühlwasserbodenventile, Abgasklappe sowie der Backbordschraube, konnte das Boot die Fahrt am 9. September 1943 um 16:10 Uhr fortsetzen und operierte im Nordatlantik.
Während eines Fliegerangriffs wurde der Kommandant – Oberleutnant zur See Gerhard Kluth – verwundet, und Oberleutnant zur See Ernst-August Gerke übernahm für den Rest der Feindfahrt das Kommando. U 377 gehörte zur U-Boot-Gruppe Leuthen. Als U 377 am 10. Oktober 1943 um 11:00 Uhr wieder in Brest einlief hatte es 3.000 sm über und 660 sm unter Wasser zurückgelegt und keine Schiffe versenkt oder beschädigt, wobei der BdU die Versenkung eines Geleitfahrzeuges und eines Dampfers (5.000 BRT) annimmt.

### Elfte Unternehmung
U 377 lief am 15. Dezember 1943 um 15:30 Uhr von Brest aus und operierte im Nordatlantik, nordwestlich von Spanien sowie westlich von Irland. Es gehörte zu den U-Boot-Gruppen Borkum, Borkum 3 und Rügen. Es wurden keine Schiffe versenkt oder beschädigt. U 377 wurde am 17. Januar 1944 im Nordatlantik versenkt.

### Verbleib
Am 17. Januar 1944 wurde U 377 im Nordatlantik nordwestlich der Azoren durch Wasserbomben des britischen Zerstörers HMS Wanderer (D.74) und der britischen Korvette HMS Glenarm (K.258) auf der Position 49° 39′ N, 20° 10′ W im Marine-Planquadrat BE 2445 versenkt. Es gab 52 Tote und keine Überlebenden.
Eine frühere Annahme, das Boot sei durch einen eigenen Torpedo vom Typ Zaunkönig versenkt worden, dessen akustische Zielsuche nach einer kreisförmigen Laufbahn das eigene Boot anvisiert habe, gilt inzwischen als widerlegt. Die Annahme beruhte auf einem verstümmelten Funkspruch, „SOS … torpediert … sinken“', der am 15. Januar 1944 einging – kurz nachdem Kommandant Kluth einen erfolglosen Angriff auf eine U-Jagdgruppe gemeldet hatte. Die U-Bootführung hatte einen Sinnzusammenhang hergestellt und diesen Funkspruch U 377 zugeordnet, was wiederum zu der Annahme des Verlusts durch einen eigenen Torpedo führte, nachdem sich das Boot nicht mehr gemeldet hatte.